# نستله بورينا بيت كير

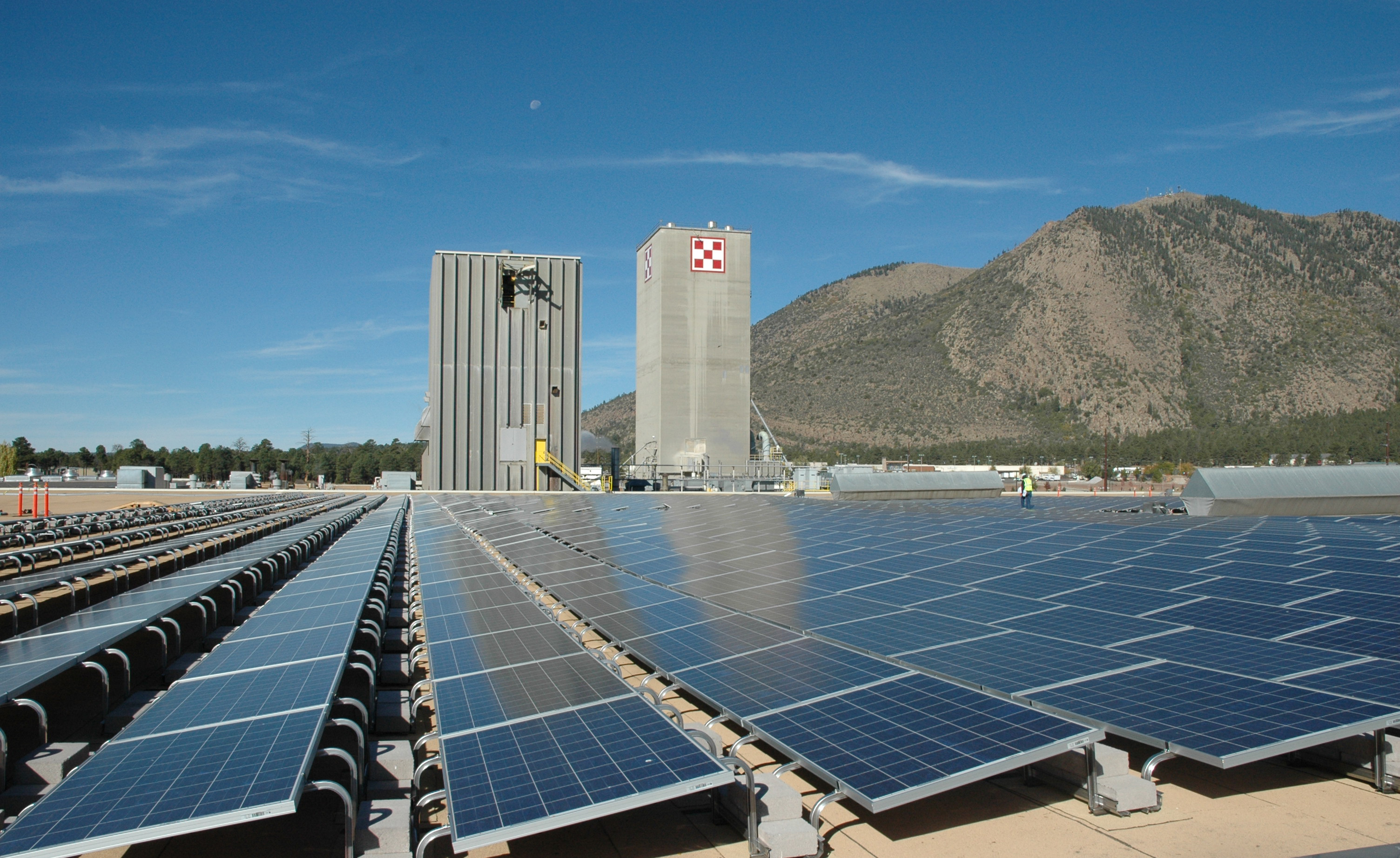
مزرعة نستله بورينا للطاقة الشمسية في مصنعها في ولاية أريزونا

نستله بورينا بيت كير، أو ببساطة بورينا، هي شركة أمريكية تابعة لشركة نستله، ومقرها في سانت لويس بولاية ميزوري. تنتج وتسوق أغذية الحيوانات الأليفة والحلويات وفضلات القطط. تشمل بعض العلامات التجارية لأطعمة الحيوانات الأليفة خطة بورينا برو وبورينا الكلب تشاو وفريسكس وبينفول وبورينا وان. تأسست الشركة في عام 2001 من خلال دمج شركة فريسكس بيت كير التابعة لشركة نستله مع شركة رالستون بورينا التي استحوذت عليها مقابل 10.3 مليار دولار. اعتبارًا من عام 2012، تعد ثاني أكبر شركة أغذية للحيوانات الأليفة على مستوى العالم والأكبر في الولايات المتحدة.

## تاريخ الشركة

### الأصول
في عام 1894، دخل ويليام إتش دانفورث في شراكة مع جورج روبنسون وويليام أندروز، في مجال إطعام حيوانات المزرعة من خلال تأسيس شركة شركة لجنة روبنسون دانفورث. تم تغيير الاسم إلى رالستون بورينا في عام 1902.
تأسست شركة نستله بورينا بيت كير في ديسمبر 2001، عندما استحوذت نستله على رالستون بورينا مقابل 10.3 مليار دولار ودمجه مع شركة فريسكس بيت كير لأغذية الحيوانات الأليفة التابعة لشركة نستله. قام رالستون بتسويق العلامات التجارية لأغذية الحيوانات الأليفة الكلب تشاو وكات تشاو وخطة برو، بينما أنتجت شركة نستله أغذية الحيوانات الأليفة ذات العلامات التجارية فريسكس وألبو.
عارض الاندماج من قبل دعاة المستهلك، مثل اتحاد المستهلكين في أمريكا، بسبب مخاوف تتعلق بمكافحة الاحتكار. ستصبح الشركتان مجتمعين أكبر علامة تجارية لأطعمة الحيوانات الأليفة من حيث حصتها في السوق بحصة 45 في المائة من سوق طعام القطط. وافقت لجنة التجارة الفيدرالية على الاندماج بعد بيع علامتي مواء ميكس وزقاق القط من رالستون إلى شركاء حقوق الطفل، إنشاء شركة مواء ميكس منفصلة. تم اختيار موقع رالستون في سانت لويس بولاية ميزوري كمقر جديد للشركة في أمريكا الشمالية.

## التاريخ المبكر
واصلت شركة نستله بورينا بيت كير دمج الشركتين خلال عام 2002. لقد خفضت تصنيع أغذية الكلاب الجافة في المنشآت الموروثة من شركة فريسكس بيت كير في جيفرسون، ويسكونسن، وسانت جوزيف، وميزوري، وأردن هيلز، مينيسوتا، ثم نقلت هذه العمليات إلى مرافق التصنيع التي تم الحصول عليها من رالستون. تم التخطيط لمرافق التصنيع الموسعة في دونكيرك، نيويورك وتم لاحقًا توسيع موقع سانت جوزيف لإنتاج الأغذية الرطبة. في آسيا تحولت من «نظام تاجر» إلى إدارة التوزيع الخاص بها. في عام 2004، قامت شركة نستله بورينا بدمج عملياتها في أمريكا الشمالية وأمريكا اللاتينية في قسم نستله بورينا بيت كير الأمريكتين.
في عام 2003، شكلت شركة نستله بورينا بيت كير شراكة مع مؤسسة مؤسسة صحة الكلاب لتطوير البحوث البيطرية. في العام التالي، تبرعت الشركة بـ 80 طنًا من أغذية الحيوانات الأليفة للحيوانات الأليفة المتضررة من إعصار تشارلي في فلوريدا وتبرعت بمبلغ 100000 دولار لملاجئ الحيوانات المحلية. نمت شركة نستله بورينا بيت كير من حوالي 11 في المائة من عائدات نستله في عام 2001، إلى الثلث بحلول عام 2005. بحلول عام 2006، كانت أكبر مالك لحصة السوق في صناعة أغذية الحيوانات الأليفة بنسبة 32 في المائة من السوق.

### التاريخ الحديث
بحلول عام 2009، كانت بورينا واحدة من أسرع أقسام شركة نستله نموًا، وذلك بسبب رغبة المستهلكين المتزايدة في إنفاق المزيد من الأموال على رعاية الحيوانات الأليفة. في عام 2008، شكلت شركة منفصلة تسمى بورينا كير ومقرها في سان أنطونيو، تكساس والتي تبيع التأمين على الحيوانات الأليفة. تم شراء بورينا كير لاحقًا بواسطة شركة بيثيلث في عام 2013. بحلول عام 2009، أدخلت بورينا أيضًا منتجات لفضلات الحيوانات الأليفة وأنشأت مرافق تصنيع جديدة في روسيا وتايلاند. بنى مصنعها في كولورادو أكبر نظام ألواح شمسية مملوك للقطاع الخاص في الولاية. في سبتمبر 2010، توصلت شركة نستله إلى اتفاقية للاستحواذ على قطار واجين، وهي شركة منتجة لعلاجات الحيوانات الأليفة التي تبلغ إيراداتها السنوية 200 مليون دولار.
في عام 2013، استحوذت شركة نستله بورينا بيت كير على موقع تبني الحيوانات الأليفة بيتفايندر. في العام التالي، استحوذت على زوك، وهي شركة منتجة لمنتجات القطط والكلاب. من عام 2010 إلى عام 2012، وسعت نستله عملياتها التصنيعية في أستراليا والمجر وألمانيا. كما نفذت أكبر مزرعة ألواح شمسية للشركة في مرافقها في أتلانتا، جورجيا. في أبريل 2014، افتتحت نستله بورينا بيت كير أول مقهى للقطط في الولايات المتحدة.
في فبراير 2019، أعلنت الشركة عن خطط لإنفاق 115 مليون دولار لتوسيع مصنعها في بلومفيلد بولاية ميزوري، لدعم الطلب على قطط مرتبة. في نوفمبر، استثمرت الشركة 320 مليون دولار في مصنع نسيج قديم في هارتويل، جورجيا.
في أبريل 2020، استحوذت شركة نستله بورينا بيت كير على مطبخ ليلى، وهي علامة تجارية لأغذية الحيوانات الأليفة الطبيعية مقرها المملكة المتحدة.
لدى بورينا شراكات مع العديد من المنظمات غير الربحية، بما في ذلك معهد الموارد الحضرية، التي تدير ملاجئ للعنف المنزلي صديقة للحيوانات الأليفة في مدينة نيويورك.

## قضايا قانونية
في مايو 2014، بدأت شركة نستله بورينا بيت كير نزاعًا قانونيًا مع بلو بافالو بشأن ممارساتها الإعلانية. أعلنت شركة بلو بافالو أن منتجاتها لا تحتوي على منتج ثانوي للحوم أو الذرة، في حين قالت بورينا إن الاختبارات المعملية المستقلة أكدت ذلك. قدم بلو بافالو ادعاءات مماثلة ضد بورينا في دعوى مضادة بعد أقل من أسبوع. كما زعمت أن بورينا كانت منخرطة فيما وصفته بـ «حملة تشويه». وجد المجلس الوطني لمراجعة الإعلانات ومجلس التنظيم الذاتي للإعلان أن إعلانات بلو بافالو كانت مضللة وأن ادعاءاتها بأن المنافسين كانوا يخفون معلومات حول مكوناتهم كانت لا أساس لها من الصحة. قالت بلو بافلو إنها لا توافق، لكنها ستطيع الحكم.
في عام 2015، بعد وفاة كلب ومرض آخرون، تم رفع دعوى قضائية جماعية ضد بورينا زاعمة أن العلامة التجارية لشركة أغذية الكلاب تحتوي على البروبيلين غليكول والسموم الفطرية التي ينتجها العفن الموجود في الحبوب - الحبوب هي عنصر رئيسي في بينفول. لم تكلل الدعوى بالنجاح عندما قضى القاضي بأن محامي المدعي لم يثبتوا أن الطعام تسبب في أمراض الكلاب، وتبين أن موت الكلب كان بسبب ورم في القلب.
في أبريل 2017، تم إسقاط دعوى قضائية أخرى، تتعلق بخط طعام الكلاب فيبيجين بورينا، والاتهام بأن إعلاناتها خدعت المستهلكين للاعتقاد بأنها مليئة بلحم الخنزير المقدد.

### تذكرّ
في عام 2005، استدعت شركة نستله بورينا بيت كير طواعية جميع أغذية الحيوانات الأليفة الجافة التي تنتجها من مصنع في لا إنكروسيجادا، فنزويلا بعد أن تحقق تحقيق داخلي من الملوثات التي تسبب الأمراض في الحيوانات الأليفة. وفقًا لمجلة مجلة فورتشن، في عام 2007، انغمس سوق أغذية الحيوانات الأليفة في حالة من الاضطراب بسبب الاكتشاف الواسع النطاق للمكونات الملوثة. خلال هذه الفترة، استدعت شركة نستله بورينا طواعية بعض منتجات قطع ألبو برايم في المرق في الولايات المتحدة التي تحتوي على جلوتين القمح من الصين الملوث بالميلامين.
في أغسطس 2013، استدعت بورينا بعضًا من طعام بورينا ون بيوند للكلاب، بسبب كيس واحد تم العثور عليه يحتوي على السلمونيلا. في عام 2012، رفع أحد المستهلكين دعوى قضائية ضد شركة نستله بورينا بيت كير عندما مات حيوانه الأليف بعد تناول حلوى قطار واجين. تلقت إدارة الغذاء والدواء أكثر من 900 تقرير من أصحاب حيوانات أليفة حزينين زعموا أن العلاج تسبب في مرض أو وفاة حيواناتهم الأليفة بسبب منتجات الدجاج من الصين. أصدرت إدارة الغذاء والدواء الأمريكية تحذيرات بشأن هذه المكونات، لكن الاختبارات المعملية أكدت مرارًا عدم وجود ملوثات. في وقت لاحق من ذلك العام، بدأ مستهلك آخر عريضة على موقع (Change.org) يطلب من تجار التجزئة التوقف طواعية عن حمل المنتج. اجتذبت العريضة 60 ألف توقيع. في العام التالي، تم سحب منتجات قطار واجين وكانيون كريك طواعية من السوق مؤقتًا بعد أن حددت وزارة الزراعة والأسواق بولاية نيويورك كميات ضئيلة من بقايا المضادات الحيوية، المسموح بها في أوروبا والصين، ولكن لم تتم الموافقة عليها في الولايات المتحدة. في أوائل عام 2014، تم التوصل إلى تسوية بقيمة 6.5 مليون دولار، بانتظار موافقة المحكمة. وفقًا لصحيفة واشنطن بوست، أعادت الشركة لاحقًا تقديم العلامات التجارية بعد «تجديد عملية التصنيع وإصلاح سلسلة التوريد الخاصة بها».

## منتجات وخدمات
وفقًا للتحليل الرباعي بواسطة خط السوق، فإن العلامات التجارية لأغذية الحيوانات الأليفة لشركة نستله بورينا بيت كير والتي تساهم بشكل كبير في الإيرادات تشمل بورينا وبورينا الكلب تشاو وفريسكس وبورينا بينيفول وبورينا وان. بعض العلامات التجارية، مثل ألبو، مخصصة للمتسوقين ذوي الميزانية المحدودة، في حين أن البعض الآخر مثل بورينا وان وبينيفول يكلف أكثر ويهدف إلى المستهلكين المهتمين بالصحة أو المكونات. كانت بورينا وان علامتها التجارية الأسرع نموًا.
قدمت الشركة طعام قطط فاتح الشهية، مقبلات فانسي فيست، في عام 2009. تم تقديم خط خطة بورينا برو للكبار في عام 2010. يحتوي على دهون ثلاثية الجليسريدات متوسطة السلسلة لوظيفة الدماغ وله حبوب كاملة للهضم. تم تقديم منتج خالٍ من الحبوب، بورينا ون بيوند، في عام 2011. تم توفير بورينا برو بلان سبورت، الذي يحتوي على دهون وبروتينات إضافية ومخصص للكلاب الرياضية، في عام 2013. في عام 2014، قدمت بورينا منتجًا للسوق البرازيلي المتنامي يسمى رافينا، والذي يستخدم المكونات المتاحة محليًا، مثل فاكهة الكرز الهندي والجابوتيكابا. بدأ بيع الملحقات التي تحمل علامة بورينا، مثل منصات التدريب والأسرة والمقاود والمنظفات في عام 2011 تحت اسم بورينا بيتجير من خلال اتفاقيات ترخيص العلامة التجارية مع الشركات المصنعة الأخرى.
تشمل العلامات التجارية وخطوط الإنتاج الهامة لشركة بورينا ما يلي:
| - ألبو - بيغين - بينيفول - مشغول - الشيف مايكل - ديلي كات - العيد الفاخر - فيليكس - فريسكز - اذهب يا قط - جورميه - فقط الحق | - مايتي دوج - بورينا بيوند - بورينا كات تشاو - بورينا الكلب تشاو - بورينا كيتن تشاو - بورينا جرو تشاو - بورينا وان - خطة بورينا برو - حمية بورينا البيطرية - طبيعة ثانية - تي بونز - قطط مرتبة - قطار واجين - ويسكر ليكين - سوبركوت بورينا |

## التسويق والدعاية
في منتصف السبعينيات، أطلقت العلامة التجارية بورينا كات تشاو الحملة الإعلانية «تشاو تشاو تشاو»، والتي ستستمر أشكالها على مدار العشرين عامًا القادمة. ظهرت في الإعلانات التلفزيونية قطط ترقص على ما يبدو تشا تشا تشا، عن طريق خدعة ما بعد الإنتاج والتحرير التي تضمنت تشغيل الفيلم بسرعة إلى الأمام والخلف، مما يعطي الوهم الفكاهي للقطط وهي ترقص أثناء سيرها أو ركضها في الوقت المناسب الموسيقى. ظهرت أقدم هذه المواقع على الممثلة الشخصية باتسي غاريت، والتي ظهرت في العديد من مواقع كات تشاو الأخرى كمتحدث رسمي لسنوات عديدة أخرى.
في عام 2006، قدمت شركة نستله بورينا بيت كير تطبيق بريد إلكتروني برعاية، الكلب البريد، يمكنه إرسال رسائل عبر الإنترنت من خلال كلب ناطق. في عام 2009، قامت برعاية موقع (PawNation.com) الذي طورته إيه أو إل، والذي استضاف مقاطع فيديو للحيوانات الأليفة ونصائح وأسئلة وأجوبة ومحتويات أخرى حول ملكية الحيوانات الأليفة. قامت بورينا أيضًا برعاية موقع نصائح الحيوانات الأليفة الخاص بمارثا ستيوارت، الحياة أومنيميديا. أطلقت الشركة حملة إعلانية لماركة ألبو تحت شعار «الكلاب الحقيقية تأكل اللحم». في الإعلان، تم «إنقاذ» الحيوانات الأليفة التي أفرطت في تدليلها وإطعامها ألبو، مما يعني أن الحيوانات الأليفة بحاجة إلى البقاء على اتصال مع طبيعتها البدائية من خلال تناول اللحوم الحقيقية. في عام 2009، أصدرت تطبيق آيفون مجاني يسمى «أماكن الحيوانات الأليفة» والذي يسمح للمستخدمين بتحديد المواقع المحلية ذات الصلة بالحيوانات الأليفة، مثل حدائق الكلاب أو الفنادق الصديقة للحيوانات الأليفة. في عام 2010، أصدرت بورينا لعبة على فيسبوك تحمل علامة تجارية تسمى منتجع بورينا للحيوانات الأليفة، حيث يدير اللاعبون منتجعًا افتراضيًا للحيوانات الأليفة.
في عام 2011، أصبحت نستله بورينا بيت كير الراعي الرسمي لعرض وستمنستر الذي استضافه نادي بيت الكلب الأمريكي. قدمت الشركة منافسة لأصحاب الحيوانات الأليفة للفوز بوظيفة بدوام جزئي تكسب 50000 دولار سنويًا للسفر مع قطتهم، وإجراء مقابلات مع أصحاب الحيوانات الأليفة الآخرين والكتابة على موقع بورينا الإلكتروني. أنتجت شركة نستله بورينا أيضًا إعلانات تلفزيونية مخصصة للنمسا تحتوي على مؤثرات صوتية لا تسمعها سوى الحيوانات الأليفة. كانت المجموعة الأولى من الإعلانات التي تستهدف الحيوانات الأليفة بشكل مباشر، وليس أصحابها.
في عام 2012، قامت بورينا بالتعاون مع شركة أخرى تابعة لشركة نستله، جيني كريج، بإنشاء «المشروع: الحيوانات الأليفة ضئيلة أسفل»، وهو برنامج عبر الإنترنت يهدف إلى مساعدة الحيوانات الأليفة وأصحاب الحيوانات الأليفة على إنقاص الوزن معًا. أصبحت قط غاضب بمثابة «المتحدث باسم العلامة التجارية فريسكس» في أواخر عام 2013. في عام 2013، عرضت بورينا إعلانات خلال برنامج عرض وستمنستر والتي تضمنت مقاطع فيديو جماعية تم إرسالها إلى بورينا ردًا على السؤال «كيف يكون كلبك رائعًا؟»

## عمليات

### مقر
يتم تشغيل نستله بورينا بيت كير كشركة تابعة لشركة نستله. يقع مقرها الرئيسي في سانت لويس بولاية ميزوري ولديها عمليات في أمريكا الشمالية وآسيا وأفريقيا وأوروبا وأمريكا اللاتينية وأوقيانوسيا. يوجد ستة عشر مبنى على مساحة 50 فدانًا في مقرها الرئيسي،:3 منها برج رئيسي مكون من 15 طابقًا، ومنشأة بحثية من أربعة طوابق تم بناؤها في عام 2010 ومركز تعليم وتدريب تم بناؤه في عام 2011. في عام 2010، أنشأت بورينا مركز بورينا للمناسبات بقيمة 10 ملايين دولار لعروض ومسابقات الكلاب. ترعى شركة نستله بورينا بيت كير العديد من الأنشطة الخيرية، مثل الاحتفال السنوي بيوم رعاية الحيوانات الأليفة حيث يقوم الموظفون بعمل تطوعي. يُسمح للموظفين بإحضار حيواناتهم الأليفة إلى العمل.:3 تمتلك الشركة صالات رياضية في الموقع، ومدربين للياقة البدنية، ورعاية طبية، ودوران موظفين يقارب 5 بالمائة. لدى نستله بورينا أيضًا وكالة إبداعية خاصة بها تسمى علامة الاختيار. يضم المقر الرئيسي لشركة بورينا في سانت لويس ما بين 2500 إلى 3000 موظف، كما يضم أقسامًا لتكنولوجيا المعلومات والتدقيق كجزء من خدمات نستله المشتركة.

## الإحصاء
اعتبارًا من عام 2005، كانت بورينا بيت كير ثاني أكثر أقسام نستله ربحية بعد المستحضرات الصيدلانية. كانت أكبر شركة لتصنيع أغذية الحيوانات الأليفة من حيث حصتها في السوق في الولايات المتحدة وثاني أكبر شركة في أوروبا. اعتبارًا من عام 2012، تمتلك بورينا عالميًا حصة 23.1% من سوق أغذية الحيوانات الأليفة، بينما تمتلك شركة مارس أكبر منافس لها، حصة تبلغ 23.4%. وفقًا لتقرير الأبحاث والأسواق، كانت المنافسة بين شركة نستله ومارس «شرسة».
في عام 2010، فازت نستله بورينا بيت كير بجائزة مالكولم بالدريج الوطنية للجودة بناءً على الأداء التنظيمي والتصنيعي. أدت عمليات التصنيع إلى خفض كمية المواد المستخدمة في التعبئة بشكل مستمر، وزيادة إعادة تدوير منتجات النفايات وتقليل استخدام المياه، بالإضافة إلى تركيب الألواح الشمسية لإنتاج الكهرباء لمكاتبها ومنشآتها. في عام 2011، تم تصنيف نستله بورينا بيت كير كواحدة من 11 شركة أكثر استدامة في التصنيف السنوي اثنان غدا. اعتبارًا من عام 2014، كان لديها 19 مصنعًا.

## روابط خارجية
- موقع شركة بورينا بيت كير
- بورينا الهند